# Iván Codina
Iván Codina (* 24. August 1977) ist ein ehemaliger spanischer Eishockeyspieler, der seine Karriere beim FC Barcelona in der Spanischen Superliga verbrachte.

## Karriere
Iván Codina verbrachte seine Karriere als Eishockeyspieler beim FC Barcelona, für dessen erste Mannschaft er in der Saison 2001/02 sein Debüt in der spanischen Superliga gab. 2002 und 2009 konnte er mit dem Klub den spanischen Meistertitel erringen. Nach dem zweiten Titelgewinn beendete er seine Karriere.

### International
Im Juniorenbereich spielte Codina für Spanien bei den U18-B-Europameisterschaften 1993 und 1994 und bei der U18-C1-Europameisterschaft 1995 sowie bei der U20-C1-Weltmeisterschaft 1995.
Mit der Herren-Nationalmannschaft nahm Codina zunächst an der D-Weltmeisterschaft 1999 und nach der Umstellung auf das heutige Divisionensystem an den Weltmeisterschaften der Division II 2003, 2005, 2006, 2007, 2008, 2009, als er zum besten Spieler seiner Mannschaft gewählt wurde. Zudem vertrat er seine Farben bei der Olympiaqualifikation für die Winterspiele in Vancouver 2010.

## Erfolge und Auszeichnungen
- 1999 Aufstieg in die C-Gruppe bei der D-Weltmeisterschaft
- 2002 Spanischer Meister mit dem FC Barcelona
- 2009 Spanischer Meister mit dem FC Barcelona